# Valbo distrikt
Valbo distrikt är ett distrikt i Gävle kommun och Gävleborgs län. Distriktet ligger omkring Valbo i östra Gästrikland. 
Distriktet inrättades 2016 och utgörs av Valbo socken i Gävle kommun. Området motsvarar den omfattning Valbo församling hade 1999/2000.

## Tätorter och småorter
I Valbo distrikt finns fem tätorter och sju småorter.

### Tätorter
- Forsbacka
- Gävle (del av)
- Lund
- Sälgsjön
- Valbo

### Småorter
- Alborga
- Allmänninge (nordöstra delen)
- Allmänninge (sydvästra delen)
- Brunnsvik
- Häcklinge
- Källbergs
- Stackbo